# کمرکولی سیبری
کمرکولی سیبری (نام علمی: Sitta arctica) نام یک گونه از تیره کمرکولی است.